# Balás Ágoston
Balás Ágoston (Kézdiszentlélek, 1680. – Esztelnek, 1748. augusztus 26.) ferences rendi szerzetes.

## Élete
1702. szeptember 4-én lett a ferences rend tagja, 1708. április 8-án pedig pappá szentelték. Mint hit- és bölcselettanár, valamint hitszónok működött. 1714-ben a rend dési, 1717-ben, 1725-ben székelyudvarhelyi, 1727-ben csíksomlyói, 1728-29-ben ismét székelyudvarhelyi házfőnöke. 1731-ben gróf Csáki Gábor udvari papjaként, 1734-ben zágoni plébánosként szolgált.
Átdolgozta Kájoni János énekeskönyvét: Cantionale Catholicum, avagy régi és uj deák és magyar áhitatos énekek (1681 és 1685). Kájonit eretnekséggel vádolták meg, ugyanis protestáns zsoltárokat vett át; ezeket Balás Ágoston részben kihagyta, részben átköltötte. Kiadta ezen kívül: A keresztény katholikusok egyházi énekes könyvét 1719-ben Csíksomlyón, sok javítással.